# مرصد مونا كيا

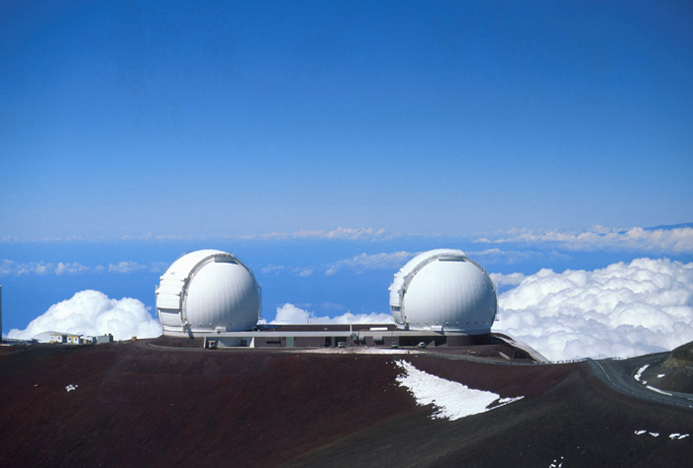
تلسكوبي كيك.

مرصد مونا كيا (بالإنجليزية: Mauna Kea Observatory) هو مرصد فلكي، تم تأسيسه عام 1967 على قمة بركان مونا كيا في أحد جزر هاواي ب المحيط الهادي على ارتفاع 4.200 متر. وهوأحد أكبر المراصد الفلكية في الوقت الحاضر. ويشترك في هذا التيلسكوب جامعات ومعاعد علمية من 11 دولة ، في مقدمتهم الولايات المتحدة الأمريكية.

## مكونات المرصد
خلال الأعوام بين 1968 و1999 بنيت 9 مراصد ذات المرايا للتصوير في نطاق الضوء المرئي من الأشعة الكهرومغناطيسية و نطاقالأشعة تحت الحمراء. ومن ضمنها مرصد جيميني و مرصد سوبارو وكل منهما مزود بمرآة قطر 8 متر . ثم بني تلسكوبي مرصد كيك ، وتتكون كل مرآة لمرصد كيك من وحدات مرايا سداسية الشكل بحيث يصل قطر كل مرآة 10 متر . وكانتا هاتين المرآتان أكبر مرآتان لرصد النجوم في العالم حتى يوليو 2007 ، أنشئ بعدهما تلسكوب جران كانارياس التي يصل قطر مرآته 4و10 متر.
ويتميز تلسكوبي مرصد كيك بإمكانية جمع حصيلتهما الضوئية وإجراء التداخل بينهما .
وبجانب ما يقوم به المرصد بالتصوير في نطاق الضوء المرئي فهو مزود أجهزة لالتقات الموجات الميكرونية ، ذات أطوال الموجة أقل من 1 مليمتر. ويتكون مصفوف هوائيات التقاط الموجات الميكرونية من 8 هوائيات ، يبلغ قطر كل منها 6 متر ، تم تركيبعها عام 2002 .
وفوق ذلك يتبع مرصد مونا كيا تلسكوبا راديويا يبلغ قطره 25 متر ، ويشترك مع عدة تلسكوبات راديوية في تبادل الإشارات ،وذلك بغرض إجراء مداخل لموجات الراديوية الفلكية (أنظر VLBI ).

## ميزات المكان
يعتبر جبل مونا كيا نموذجيا لعمل المرصد حيث يصبح الهواء على هذا العلو (4200 متر) خفيفا وجافا ، مما يجعل التقات الأشعة تحت الحمراء القادمة من الأجرام السماوية سهلة التصوير . وتقع قمة مونا كيا فوق السحب ، وتتمتع بعدد كبير من الليالي الصافية ، والهواء هادئ وخاليا من الأعاصير مما قد يتسبب في افساد التصوير.

## مشروعات علمية
بدأ في عام 2008 التخطيط والاعداد لأحد مشروعات التصوير الفلكي الكبيرة في العالم . يتكون مرصد الثلاثين متر من مرآة يبلغ قطرها 30 متر (يبلغ قطر مرآة كيك 10 أمتار فقط!) ، وتبلغ تكلفته نحو 750 مليون دولار أمريكي. وسيكون هذا المرصد أكبر مرصد على الأرض ، ذو حساسية عالية جدا ، وهو يعادل المرصد الأوروبي البالغ الكبر European Extremely Large Telescope الموجود حاليا في مرحلة التخطيط .

## اقرأ أيضا
- مرصد بارانال
- مرصد لاس كامباناس
- مرصد مونا لوا
- مرصد جيميني
- مرصد كيك
- مرصد هابل الفضائي
- مقراب جيمس ويب الفضائي
- مرصد سوبارو
- التلسكوب العظيم VLT
- استشعار عن بعد
- مسبار فضائي
- مقراب سبيتزر الفضائي
- مرصد بالومار
- مرصد ويبل